# Bragebacken

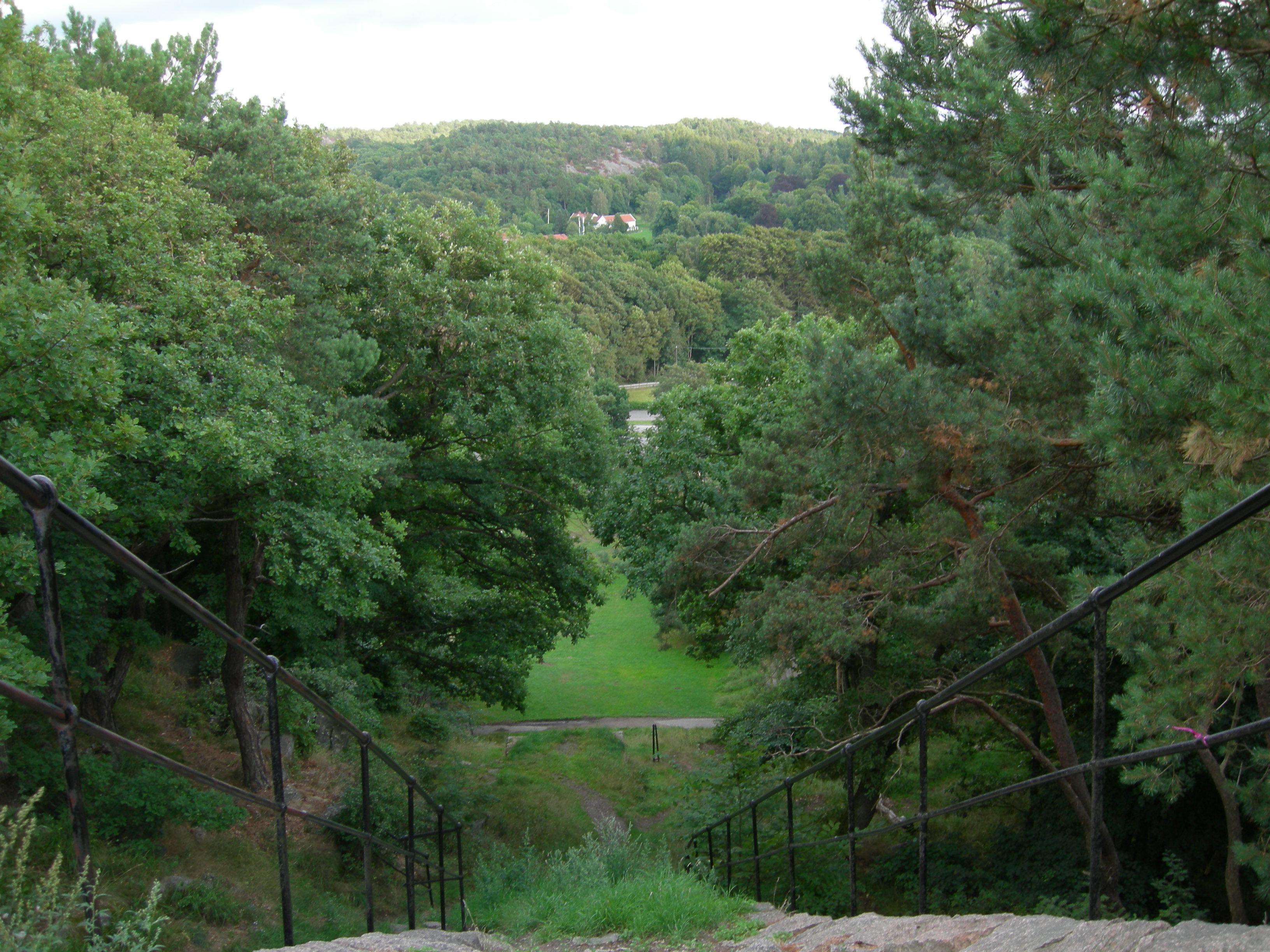
Bragebacken.

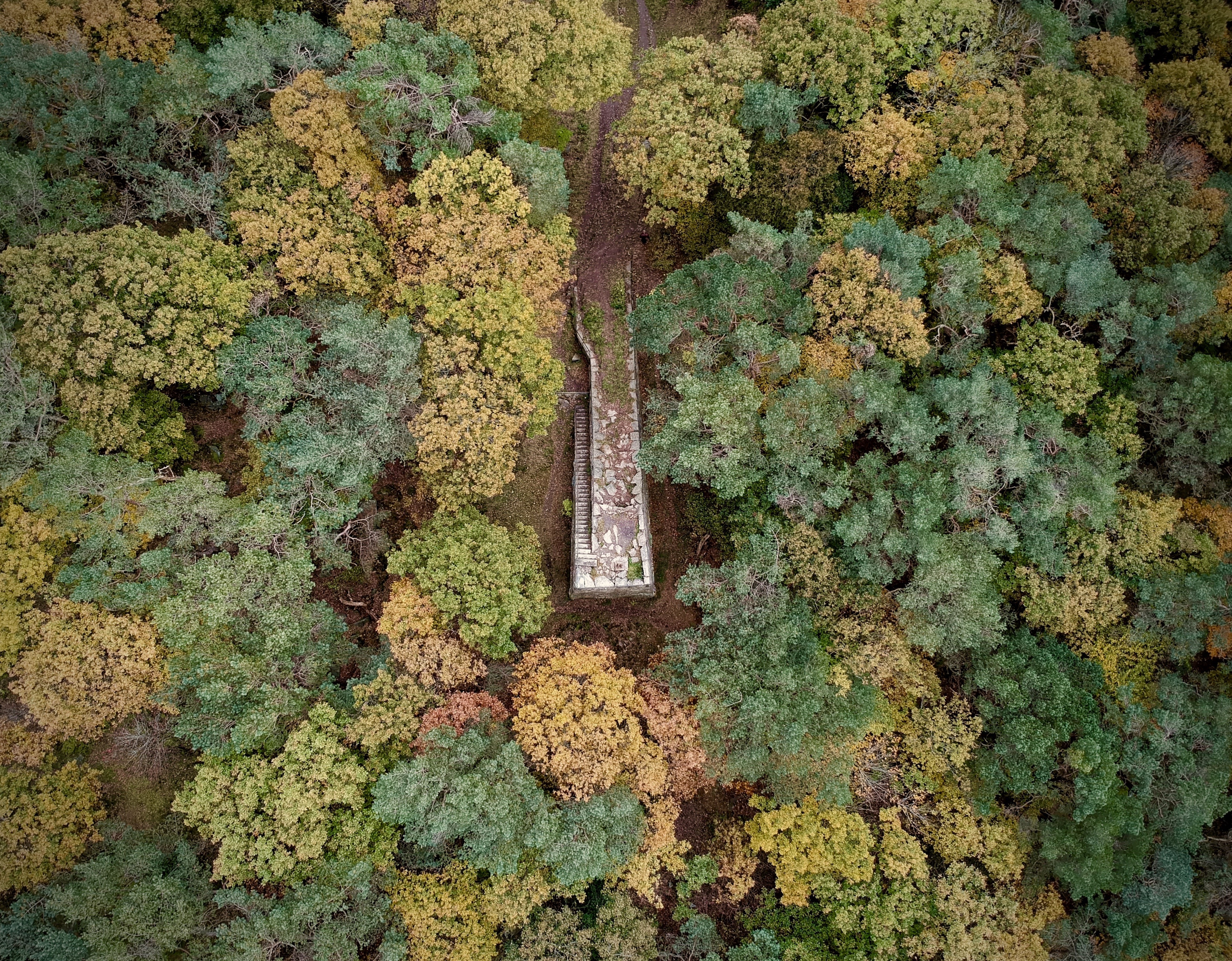
Bragebacken sedd rakt ovanifrån.

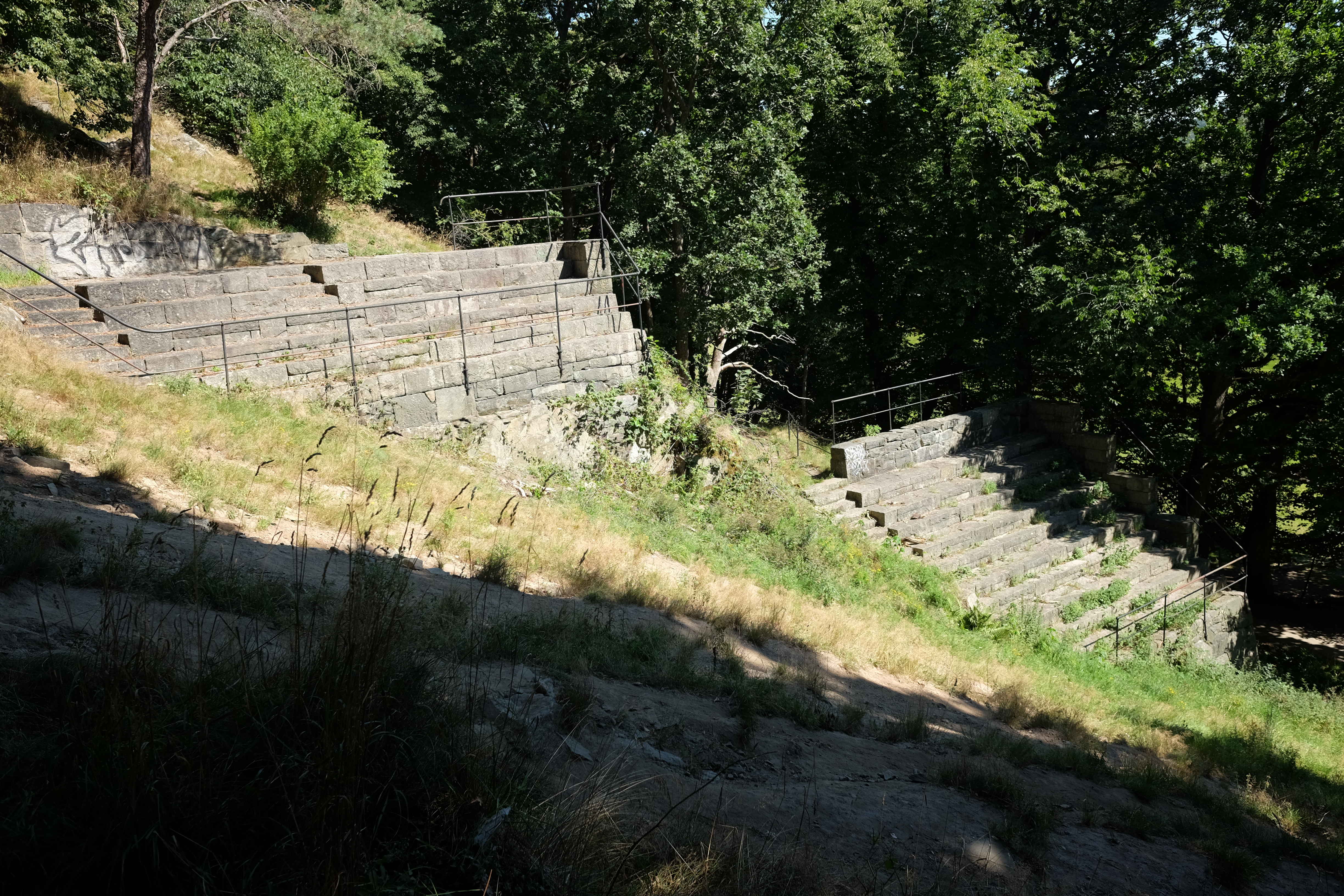
Läktare.

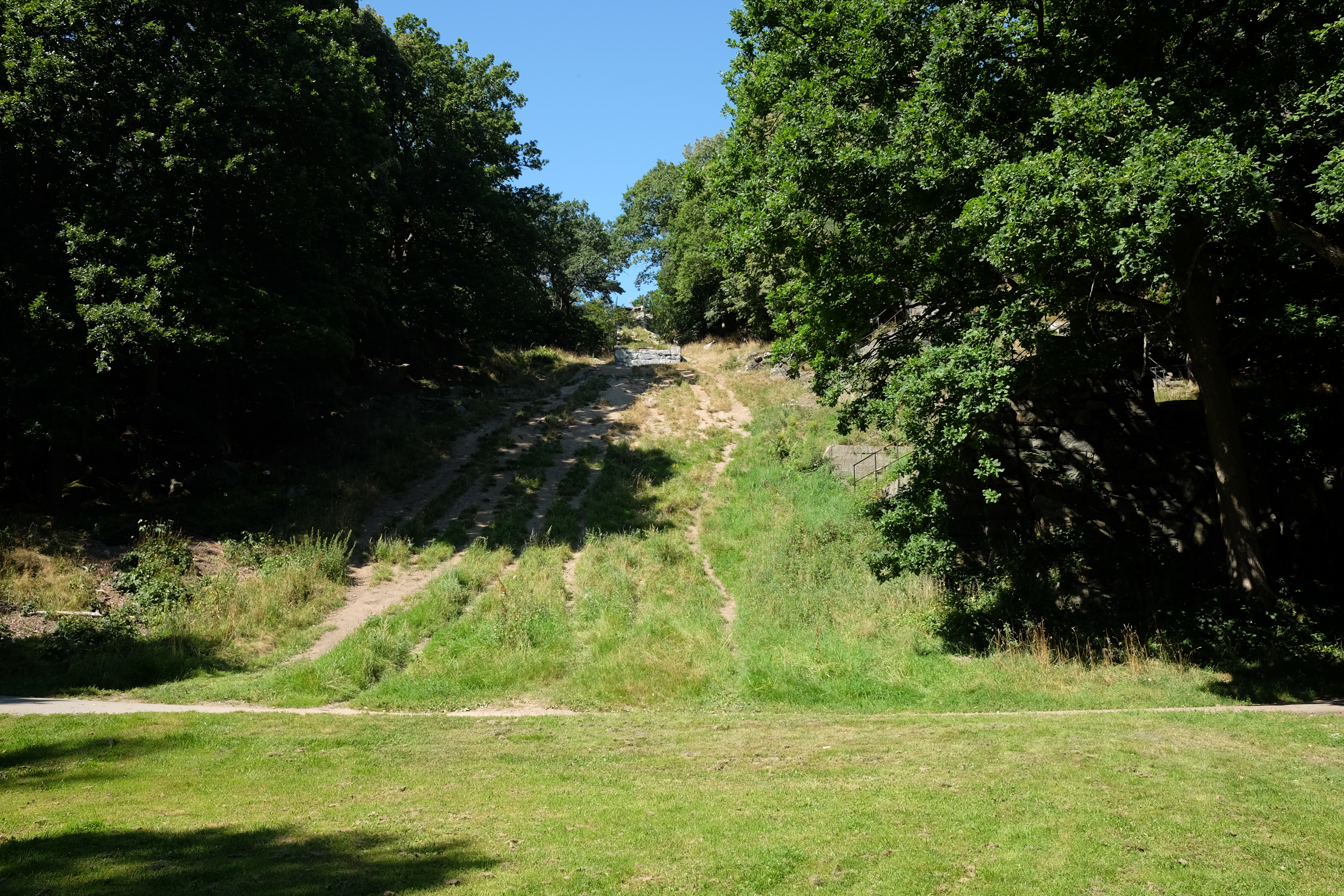
Backen sedd nedifrån.

Bragebacken är en tidigare backhoppningsbacke i Slottsskogen i Göteborg. Backhoppningstornet är byggt av massiva granitblock på Bragehöjden. (73 m ö.h.)

## Historik
Den första tävlingen för backhoppning med skidor i Göteborg arrangerades den 3 mars 1901 i en provisorisk backe på egendomen Gibraltar i Landalabergen. Det var Idrottsförbundet som i en naturlig överbacke hade lagt in ett trästup på en meter. Nio deltagare betalade startavgiften 1 krona och 2 000 åskådare fanns på plats. Första och andra plats gick till två norrmän, bosatta i Göteborg. I en särskild tävling där endast längden räknades, segrade göteborgaren Ivar Magnusson med 8 meter följd av norrmannen Einar Moe på 7,9 meter. 
Det var Idrottsförbundets nye ordförande Ivar Berger som tog upp frågan om en backe för "backlöpning", och den 8 november 1901 meddelade han att en skidintresserad person lovat förskottera pengar till att anlägga en skidbacke i Slottsskogen. Backen invigdes den 1 mars 1902 med att flera av Norges bästa backhoppare, då världens bästa, tävlade i backen. Till invigningen hade förbundet bjudit in tio av Kristianias bästa backhoppare. Göteborgs Morgonpost skrev om invigningen:
"Ute i Slottsskogen låg snön i går hvit och grann. Täta folkmassor drogo dit, alla med backen som mål. På huvudvägarna ilade slädeckipagen fram under bjällerklang. Bärgshöjderna rundt om den nya skidbacken togos i besittning av skådelystna och nere på den stora åskådarplatsen böljade väldiga skaror. Det har nog aldrig varit så mycket folk samlat i Slottsskogen en vinterdag. Men så har ju vinteridrotten i en hast blifvit utomordentligt populär i Göteborg. Kl. 1 var det stora ögonblicket inne då Bragebacken skulle invigas, och de första skidorna i offentlig täfling ila utför stupen. Starten blåste startsignalen, musiken spelade upp, den förste skidlöparen tog fart utför backen, flög över stupet i ett huj — paff! — skidorna dunsade i backen och så bar det iväg utför och mellan de applåderande åskådarne. I denna täfling för göteborgare togs första priset af hr Albrecht Beck, GIF, före Einar Moe, GIF."
Den internationella delen vanns av Trygve Smith, Skiklub Verdande, Kristiania och det längsta hoppet gjordes av "hr Gjölmer" från Kristiania med 22 meter. 
På grund av backhoppningens snabba utveckling under denna period, men framförallt genom avsaknaden av snö, blev snart Bragebacken för osäker och för liten. Idrottsförbundet flyttade nu sina blickar mot Hindåsterrängen, och 4 maj 1904 presenterades ett förslag för förbundets vice ordförande Olof Wijk (1874-1895), samt för Boråsbanan, som vardera lämnade ett räntefritt lån på 5 000 kronor för anläggningens uppförande. Arkitekten Gustaf Elliot ritade och byggmästaren Hallen byggde och på nyåret 1905 kunde man inviga den första anläggningen inklusive en stor skidbacke och en mindre övningsbacke.  
I samband med jubileumsutställningen 1923 byggdes Bragebacken om åren 1921-1923 efter ritningar av ingenjör Axel Norling, en av svenska skidförbundets mest anlitade backexperter. I denna modernisering ingick också byggandet av två läktare, utformade av granitblock. Ombyggnaden finansierades tack vare den rådande arbetslösheten, då arbetet kunde utföras genom bidrag från Sveriges Statsarbeten till nödhjälpsarbeten. Förbundet behövde endast betala material och transporter. Till sin stil har den fortfarande kvar vissa nationalromantiska drag men man kan också se de klassicistiska influenserna i backens monumentalitet och stilrenhet.
Backen stod klar i januari 1923 men snöbrist sköt upp återinvigningen till 6 januari 1924. Omkring 15 000 åskådare kom för att närvara då landshövding Oscar von Sydow invigde samt för invigningstävlingen. Två månader senare, den 2 mars, i samband med nationella tävlingar fick en sensationell nyhet sin premiär och i Idrottsbladet kunde man läsa följande: "I Bragebacken väckte arrangörerna sensation genom att anlita Handelstidningens RadioHögtalare som härold. I själva hoppbacken stod en man och ropade ut resultaten åt läktarpubliken och radion och 50 meter nedanför slungade högtalarens trattar resultaten vidare till ringens åskådareleder. Idén torde med fördel kunna utnyttjas vid t ex stadiontävlingar i sommar."  
Den 15 maj 1949 (en "strålande badsöndag") ordnades en tävling i backen trots högsommarvärme och total snöbrist. Inför tävlingen hade man importerat ammoniumkloridbehandlad snö som forslats med järnväg från Norge. Det var Skidklubben och Pressens Rundtur som stod som arrangörer, och 7 000 människor kom dit för att se backhopparlegenden Birger Ruud från Norge vinna. På grund av den stora framgången med tävlingen i försommargrönska gjordes arrangemanget om året därpå den 14 maj 1950, då Evert Karlsson från Friska Viljor stod som segrare inför 5 000 åskådare.  

## Nutid
Bragebacken är inte längre i bruk. Den fyller istället funktion som pulkabacke de få tillfällen denna del av Göteborg ligger under snötäcke. Modernare backhoppningsbackar i Göteborgsområdet finns i Delsjön och Hindås.
Mikael Ljungberg och brottningslandslaget tränade löpning uppför backen som en del av deras uppladdning inför Sommar-OS 2000.

## Fornminne
År 1915 upptäcktes en boplats från Erteböllekulturen på Bragehöjdens sydöstra sida. Havet sköt hit upp genom Högsbodalen i en vik.